# Начертание (документ)
Вижте пояснителната страница за други значения на начертание.
„Начертание“ (на сръбски: Начертаније) е документ, съставен през 1844 година от министър-председателя на Сърбия Илия Гарашанин и определящ основните насоки на сръбската външна политика.
Основополагащ документ на Великосръбската доктрина, „Начертание“ се обявява за териториално разширение и етно-лингвистична унификация на Балканите с цел създаването на голяма южнославянска държава между Австрийската, Руската и Османската империя, която да превърне сърбите във водачи на един южнославянски съюз.
Документът е публикуван за пръв път през 1905 година от австро-унгарската дипломация.